# داني سوليفان (لاعب دوري الرغبي)
داني سوليفان (بالإنجليزية: Danny Sullivan)‏ هو لاعب دوري الرغبي نيوزيلندي، ولد في 4 يناير 1982.